# Sachsen-Tour 2005
Die 21. Sachsen-Tour fand vom 20. bis 24. Juli 2005 statt. Gesamtsieger war Mathew Hayman vom Team Rabobank. Die Bergwertung gewann Thomas Ziegler (Team Gerolsteiner), Erster der Punktewertung (Radsport) war Heinrich Haussler (Team Gerolsteiner). Das Mannschaftsklassement entschied das Team Wiesenhof für sich.
Insgesamt traten 115 Profis aus 15 Teams an, darunter sechs UCI ProTeams (Crédit Agricole, Team CSC, Rabobank, Discovery Channel, Team Gerolsteiner und Team T-Mobile), sechs Professional Continental Teams (u. a. Team Wiesenhof) und drei Continental Teams (u. a. Team Akud Arnolds Sicherheit, Team Lamonta). Zu den prominentesten Starten gehörten Torsten Schmidt, Uwe Peschel, Thomas Ziegler, Andreas Klier, Steffen Wesemann, Ján Svorada, Ralf Grabsch und Robert Bartko. Start- und Zielort des über fünf Etappen ausgetragenen Rennens war Dresden.

## Etappen
| Etappen   | Tag      | Start – Ziel     | km    | Etappensieger    | Gelbes Trikot    |
| --------- | -------- | ---------------- | ----- | ---------------- | ---------------- |
| 1. Etappe | 20. Juli | Dresden–Werdau   | 159,5 | Steven Caethoven | Steven Caethoven |
| 2. Etappe | 21. Juli | Zwickau–Frohburg | 188,4 | Thomas Ziegler   | Christian Knees  |
| 3. Etappe | 22. Juli | Leipzig–Görlitz  | 216,9 | Björn Schröder   | Christian Knees  |
| 4. Etappe | 23. Juli | Görlitz–Sebnitz  | 168,3 | Allan Johansen   | Mathew Hayman    |
| 5. Etappe | 24. Juli | Dresden–Dresden  | 152,3 | Christian Müller | Mathew Hayman    |